# 888poker
888poker(旧名Pacific Poker)は、888ホールディングス が所有する国際的なオンラインポーカーカードルーム及びネットワーク。2002年に設立され、ジブラルタルに拠点を置いている。 世界で2番目に大きいオンラインポーカーサイト。

## 歴史
当初はPacific Pokerとして2002年にサービスを開始し、後に888poker と改名した。 1997年に888のカジノサイトに参加した世界中のプレイヤーが、2002年のサービス開始当初に流れたため、サービス開始当初から成功を収めた。
2006年に第109回米国議会が不法インターネット賭博執行法（UIGEA）の発足時には、米国のプレイヤーのサービスを停止しなければならなかった
888pokerは、ポーカーテーブル上でウェブカメラの使用が可能なった世界で初めてのオンラインポーカールームを提供し、プレイヤー同士の交流を促進することを可能にした。

## 受賞歴
| 受賞名                                         | 年                  |
| ベストデジタルオペレーター、グローバルゲーム賞 | 2016                |
| ベストゲーム製品賞                             | 2012                |
| オペレーター、eGRオペレーター賞                | 2011, 2012 och 2013 |
| 年間最優秀社会的責任オペレーター               | 2010                |

## ライブポーカートーナメント

### 888pokerライブ及びXL選手権シリーズ
888pokerは、世界各地のいくつかの都市で開催される一連のポーカートーナメントで、年に数回、888pokerライブイベントを開催する。XL Inferno , XL Eclipse and XL Blizzardの3つのイベントは、 XL 選手権シリーズとして知られている。

### ワールドシリーズオブポーカー
2014年から、888pokerは、ラスベガスで開催されるワールドシリーズオブポーカーの予選ラウンドのメインスポンサー及び独占オーガナイザーを務めている。

### スーパーハイローラーボウル
2016〜2018年、888pokerはラスベガスのアリアホテルアンドカジノでPoker Centralが主催するSuper High Roller Bowlのメインスポンサーであった。このトーナメントでは、30万ドルのバイインがあった。世界史上2番目に高額で、2017年で最も高価なポーカートーナメントになった。

### ワールドポーカーツアー
2018年11月、888pokerとワールドポーカーツアーがパートナーシップを締結後、すべてのプレイヤーがベルリンのWPT DeepStacksに直接参加することが可能となった。

## 888poker　ブランド大使
さまざまなプロのポーカープレイヤーや有名人がブランド大使として活動している。著名人として、UFC （ウェルター級チャンピオン） ジョルジュ・サンピエール,（元サッカー選手） デニウソン
.
ウルグアイのサッカー選手、ルイス・スアレス (1987年生のサッカー選手)とも2014年に契約を結んだが、2014年のワールドカップのイベントのためにパートナーシップは解消された。